# Gabinet Ronalda Reagana

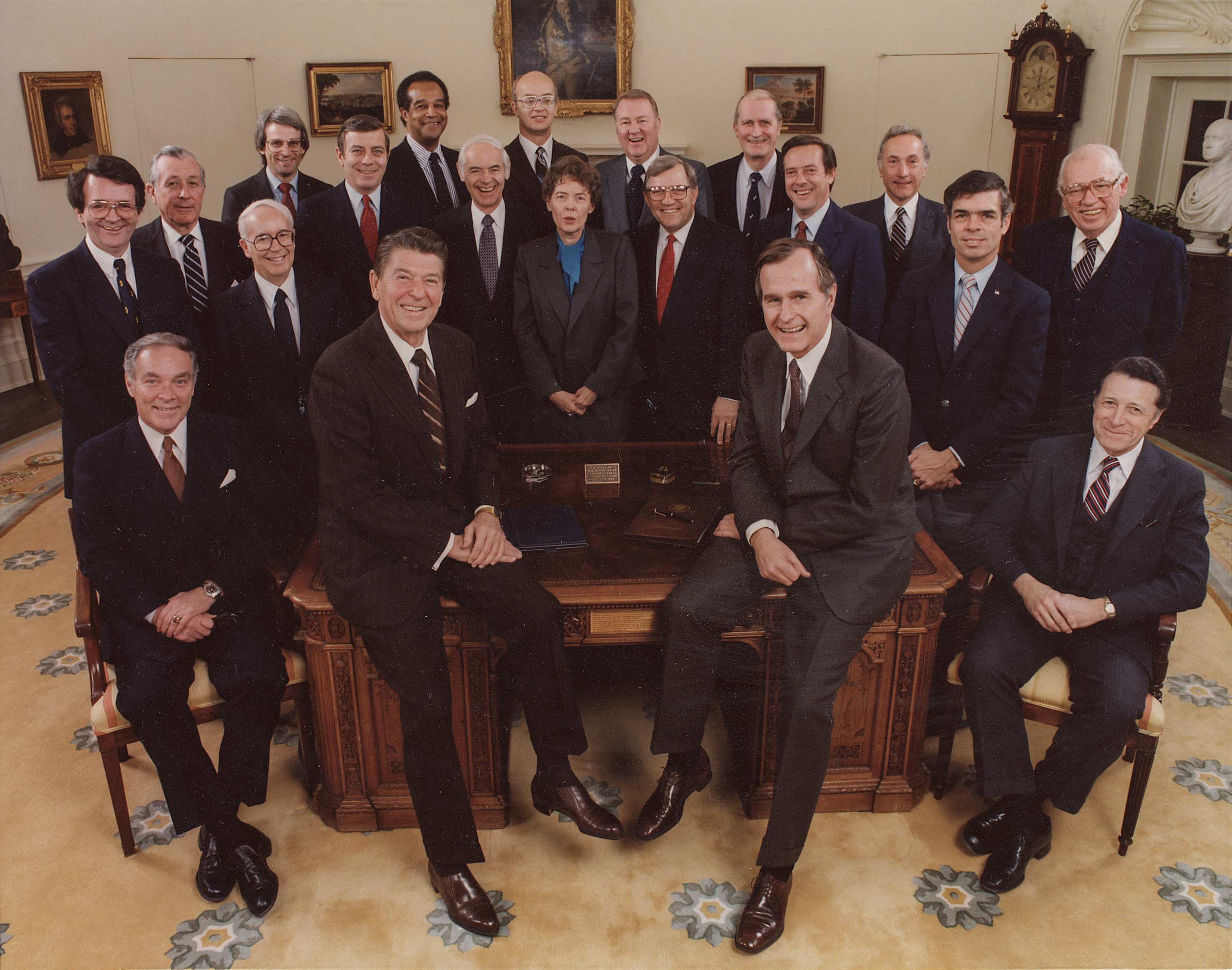
Gabinet Ronalda Reagana w 1981 roku

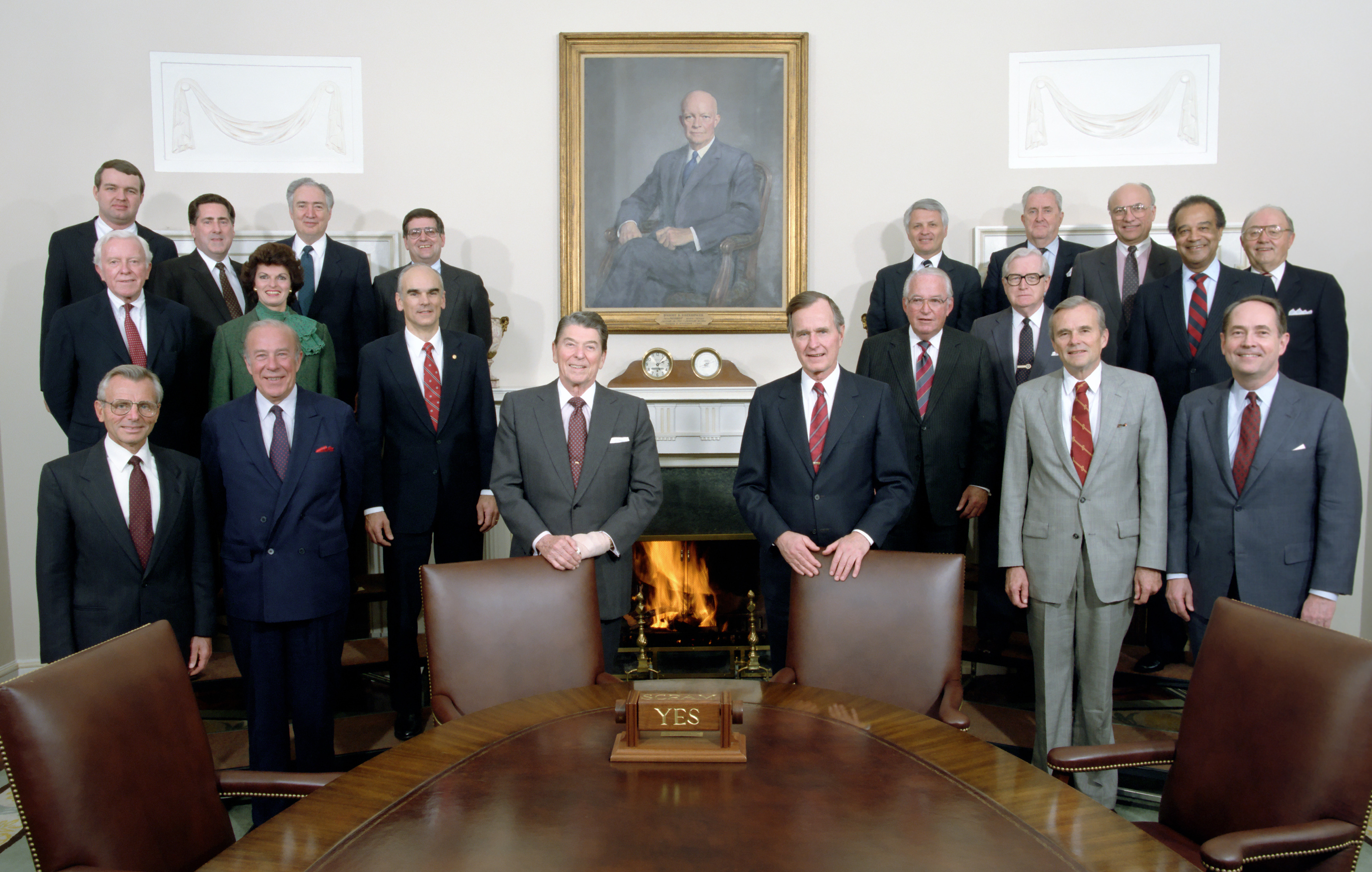
Gabinet Ronalda Reagana w 1989 roku

Gabinet Ronalda Reagana – powołany i zaprzysiężony w 1981.
| Departament/Funkcja                                       | Imię i nazwisko                                        | Kadencja                            |
| --------------------------------------------------------- | ------------------------------------------------------ | ----------------------------------- |
| Prezydent                                                 | Ronald Reagan                                          | 1981 – 1989                         |
| Wiceprezydent                                             | George H.W. Bush                                       | 1981 – 1982                         |
| Sekretarz stanu                                           | Alexander Haig George Shultz                           | 1981 – 1982 1982 – 1989             |
| Sekretarz skarbu                                          | Donald Regan James Baker Nicholas Frederick Brady      | 1981 – 1985 1985 – 1988 1988 – 1989 |
| Sekretarz obrony                                          | Caspar Weinberger Frank Carlucci                       | 1981 – 1987 1987 – 1989             |
| Prokurator generalny                                      | William French Smith Edwin Meese Dick Thornburgh       | 1981 – 1985 1985 – 1988 1988 – 1989 |
| Sekretarz zasobów wewnętrznych                            | James G. Watt William P. Clark Jr. Donald P. Hodel     | 1981 – 1983 1983 – 1985 1985 – 1989 |
| Sekretarz rolnictwa                                       | John R. Block Richard Lyng                             | 1981 – 1986 1986 – 1989             |
| Sekretarz handlu                                          | Malcolm Baldrige Jr. William Verity Jr.                | 1981 – 1987 1987 – 1989             |
| Sekretarz pracy                                           | Raymond J. Donovan Bill Brock Ann McLaughlin Korologos | 1981 – 1985 1985 – 1987 1987 – 1989 |
| Sekretarz zdrowia i opieki społecznej                     | Richard S. Schweiker Margaret Heckler Otis R. Bowen    | 1981 – 1983 1983 – 1985 1985–1989   |
| Sekretarz urbanizacji                                     | Samuel Riley Pierce Jr.                                | 1981 – 1989                         |
| Sekretarz transportu                                      | Drew Lewis Elizabeth Dole James H. Burnley IV          | 1981 – 1983 1983 – 1987 1987 – 1989 |
| Sekretarz energetyki                                      | James B. Edwards Donald P. Hodel John S. Herrington    | 1981 – 1982 1982 – 1985 1985 – 1989 |
| Sekretarz edukacji                                        | Terrel H. Bell William John Bennett Lauro Cavazos      | 1981 – 1984 1985 – 1988 1988 – 1990 |
| Dyrektor Biura Zarządzania i Budżetu                      | David Stockman James C. Miller III Joe Wright          | 1981 – 1985 1985 – 1988 1988 – 1989 |
| Dyrektor Centralnej Agencji Wywiadowczej                  | William Casey William H. Webster                       | 1981 – 1987 1987 – 1989             |
| Przedstawiciel handlowy Stanów Zjednoczonych              | Bill Brock Clayton Yeutter                             | 1981–1985 1985 – 1989               |
| Ambasador Stanów Zjednoczonych przy ONZ Vernon A. Walters | Jeane Kirkpatrick                                      | 1981 – 1985 1985 – 1989             |
| Doradca Prezydenta                                        | Edwin Meese                                            | 1985 – 1989                         |